# Exxidae
Famille
Classification phylogénétique
- Bilatériens
  - Protostomiens
    - Lophotrochozoaires
      - Eutrochozoaires
        - Annélides
          - Oligochètes

Les Exxidae sont une famille d'annélides, plus particulièrement de vers de terre, qui comprend de sept à 10 espèces.
En 2006, Robert J. Blakemore incluait 7 espèces dans cette famille:
- Exxus barroi = Cubadrilus barroi
- Exxus cubitasensis = Cubadrilus cubitasensis
- Exxus righii = Cubadrilus righii
- Exxus taina = Zapatadrilus taina
- Exxus wyensis
- Neotrigaster complutensis = Trigaster complutensis
- Neotrigaster rufa = Trigaster rufa

Il évoquait de plus la possibilité d'y inclure trois autres espèces.